# اوست-پیورا
اوست-پیورا (به لاتین: Ust-Pyora) یک منطقهٔ مسکونی در روسیه است که در استان آمور واقع شده‌است.